# Paul Goetzoff
Paul Goetzoff (* 15. Januar 1897 in Minsk; † 1960 in Ramat Gan, Israel) war Chasan und jüdischer Lehrer in Cochem.

## Leben und Karriere
Paul Goetzoff war der letzte Chasan und jüdische Lehrer in Cochem. Nachdem seine Eltern bei einem Pogrom ermordet worden waren, kam er als Waisenkind 1901 in das Israelitische Kinderheim in der Lützowstraße in Köln. Seine Ausbildung absolvierte er an der Rabbiner-Präparandie in Höchberg bei Würzburg und am Lehrerseminar in Köln. Seine Stellung als Chasan, Prediger und Religionslehrer in Sohrau musste er jedoch aufgrund der dortigen politischen Stimmung im Jahre 1921 aufgeben. Seit 1923 war er Oberstudienrat am jüdischen Gymnasium in Köln, ehrenamtlicher Chasan, Prediger sowie von 1924 bis 1938 Lehrer und Kantor der jüdischen Gemeinde Cochem. Er war außerdem ein engagiertes Mitglied der Zentrumspartei. Am 9. November 1938 wurden seine Bibliothek und die Cochemer Synagoge verwüstet, er selbst von der SS verhaftet und ins KZ Dachau gebracht.
Am 20. Januar 1939 konnte er, unter der Bedingung, binnen 10 Tagen nach Übersee auszureisen, das Lager verlassen. Mit einem britischen Touristenvisum ausgestattet, wanderte er am 25. Januar 1939 in Haifa ein. Seiner Frau Rosa geb. Gurfinkel (* 17. Februar 1891 in Kołbiel) und Tochter Senta (* 18. Mai 1929 in Cochem) gelang die Ausreise nicht mehr. Am 22. Oktober 1941 wurden sie nach Litzmannstadt verbracht und dann nach Chelmno deportiert, wo sie im Juni 1944 ermordet wurden. Seinem damals fünfzehnjährigen Sohn Arko (* 29. Dezember 1923 in Neufechingen; † 2011 in Israel) gelang es noch im August 1939, Deutschland zu verlassen.